# John Baker
John Baker – ghański piłkarz grający na pozycji pomocnika. W swojej karierze grał w reprezentacji Ghany.

## Kariera klubowa
W swojej karierze piłkarskiej Baker grał w klubie Sekondi Eleven Wise FC.

## Kariera reprezentacyjna
W 1982 roku Baker został powołany do reprezentacji Ghany na Puchar Narodów Afryki 1982. Wywalczył z nią mistrzostwo Afryki. Na tym turnieju był rezerwowym i nie zagrał w żadnym meczu.